# 미하엘 발흐호퍼
미하엘 발흐호퍼(독일어: Michael Walchhofer, 1975년 4월 28일~)는 오스트리아의 전직 알파인 스키 선수이다. 올림픽에 3회 참가했고 2006년 동계 올림픽 남자 활강 부문에서 은메달을 획득했다. 또한 세계 선수권 대회에서 금메달 1개, 은메달 2개, 동메달 1개를 획득했다.